# Tachinus marginellus
Tachinus marginellus är en skalbaggsart som först beskrevs av Fabricius 1781.  Tachinus marginellus ingår i släktet Tachinus, och familjen kortvingar. Arten är reproducerande i Sverige.